# Philip Albrecht
Philip Albrecht (* 21. November 1979 in Hamburg) ist ein ehemaliger deutscher Fußballspieler. Der Stürmer, der für den FC St. Pauli einmal in der Bundesliga auflief, musste seine Karriere wegen einer Verletzung frühzeitig beenden.

## Werdegang
Albrecht spielte im Jugendbereich beim Wedeler TSV (gemeinsam mit Hauke Brückner), dann im Nachwuchs des Hamburger SV. Ab 1998 spielte er beim VfL Pinneberg als Innenverteidiger im Herrenbereich, 2000 wechselte er zum FC St. Pauli, bei dem er für die zweite Mannschaft auflief. Als Abwehrspieler kam er nicht zum Einsatz, folglich bot er sich im Training als Stürmer an und wurde auf dieser Position zur festen Größe. In der Spielzeit 2001/02 rückte er unter Trainer Dietmar Demuth zeitweise in den Profikader des Klubs auf. Am vorletzten Spieltag – der Hamburger Verein stand bereits vorzeitig als Absteiger fest – kam er anlässlich einer 2:3-Auswärtsniederlage beim SV Werder Bremen zu seinem Profidebüt, als er in der 75. Spielminute Marcão ersetzte. Im April 2002 wurde er als Hamburgs Amateurfußballer des Jahres ausgezeichnet, nachdem er für die zweite Mannschaft des FC St. Pauli 31 Saisontore erzielt hatte. Holstein Kiel, der VfL Osnabrück und Union Berlin zeigten Interesse an Albrecht, der aber in Hamburg blieb und auch in der anschließenden Zweitligaspielzeit zum erweiterten Kader St. Paulis zählte, jedoch hauptsächlich bei der in der Oberliga Nord antretenden Zweitvertretung auflief. Dennoch kam er im Laufe der Zweitliga-Saison 2002/03 zu vier weiteren Profieinsätzen, in denen er jedoch ohne Torerfolg blieb.
In der Oberliga-Spielzeit 2003/04 trug Albrecht dazu bei, dass die zweite Mannschaft des FC St. Pauli sich im vorderen Bereich etablieren konnte. Dadurch spielte er sich wieder ins Blickfeld der ersten Mannschaft, die als Absteiger in der Regionalliga antrat. Bis zum Saisonende trug er in zwölf Spielen ein Tor bei, während er mit der Oberligamannschaft als Tabellenführer die Saison beendete. Albrecht erlitt im September 2004 während einer Übungseinheit eine Verletzung, es wurde ein Knorpelschaden im Knie festgestellt, mehrere Operationen und Spritzenkuren brachten keine Besserung. Er wurde Sportinvalide, im März 2006 beendete er seine Laufbahn.
Albrecht hatte bereits während seiner aktiven Zeit an der Fernuniversität in Hagen ein Betriebswirtschaftslehrestudium begonnen. Dieses beendete er im Anschluss an sein verletzungsbedingtes Karriereende und machte sich anschließend als Studien- und Weiterbildungsbegleiter für Leistungssportler selbständig. Im August 2010 wurde er übergangsweise Trainer des Landesligisten TSV Wandsetal, nachdem sich dieser von Bülent Tinas-Topal getrennt hatte.